# Costa de los Esclavos neerlandesa
La Costa de los Esclavos Neerlandesa (holandés: Slavenkust) hace referencia a todas aquellas Factorías propiedad  de la Compañía Neerlandesa de las Indias Occidentales en la denominada Costa de los Esclavos, la cual se sitúa en las costas de las actuales Ghana, Benín, Togo y Nigeria. El propósito primario de esta serie de puestos comerciales era suministrar esclavos para las plantaciones en las colonias en América. La presencia de los holandeses en la Costa de los Esclavos comenzó con el establecimiento de una factoría en Offra en 1660. Pero más tarde, el epicentro del comercio de esclavos se mudó a Ouidah, donde los ingleses y franceses también habían establecido otras factorías. Eventualmente el malestar político de la región provocó que los holandeses abandonasen  sus puestos comerciales en Ouidah en 1725, y se mudasen de nuevo, esta vez a Jaquim,sitio donde construyeron una fortaleza que denominaron "Fuerte Zeelandia". Ya hacia 1760, con su compañía comercial en notorio declive, los holandeses abandonaron la región.
La Costa de los Esclavos no fue la única colonia de explotación holandesa establecida en África occidental,de hecho la mayoría de comerciantes que se establecieron en la costa de los esclavos, provenían de la ya establecida colonia de Costa de Oro neerlandesa, en Ghana. Durante la existencia de la compañía comercial en esta zona, estas dos colonias sostuvieron estrechos vínculos comerciales.